# 王嘉 (尉睦侯)
王嘉（？—？），新朝大臣。
王莽建立新朝，封他为尉睦侯。任命他为五威后关将军。始建国二年（10年）王莽想要征伐匈奴，任命王嘉为振武将军，和立国将军孙建、五威将军苗訢、虎贲将军王况、厌难将军陈钦、震狄将军王巡、平狄将军王萌、相威将军李蓔、镇远将军李翁、诛貉将军阳俊、讨秽将军严尤、奋武将军王骏、定胡将军王晏等十二将，屯兵在边郡。后来担任京兆尹，为太子保拂，是太子四师之一。